# Stamford International University

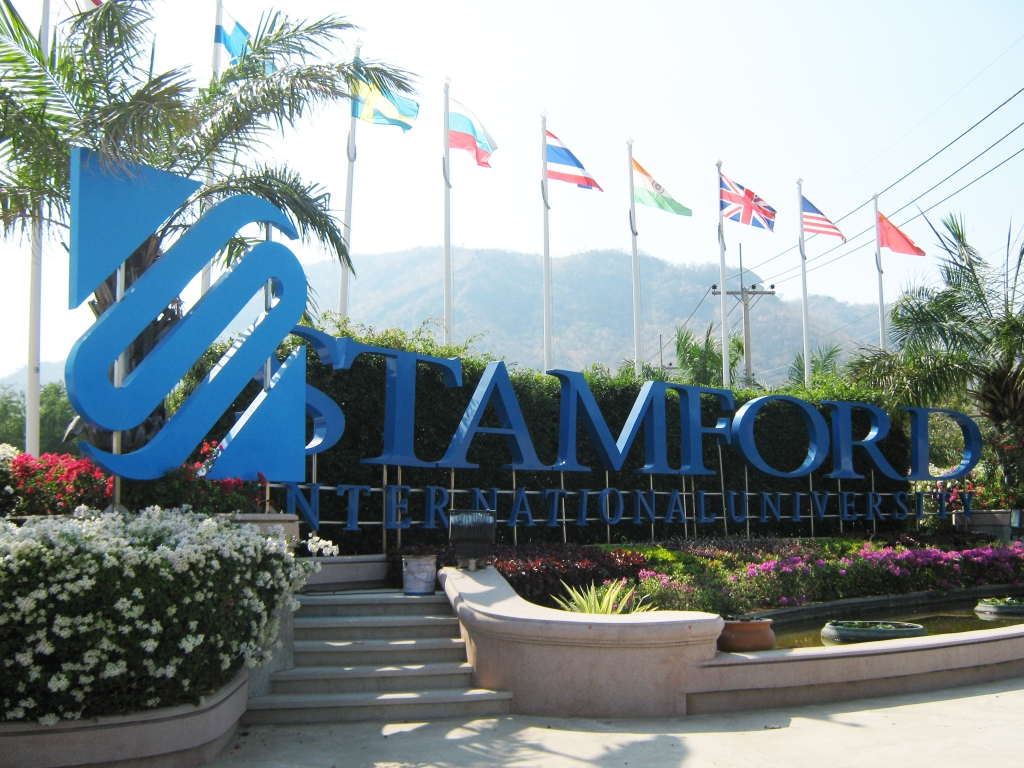
Hua Hin Campus

Die Stamford International University Thailand (thailändisch มหาวิทยาลัยนานาชาติแสตมฟอร์ด, Internationale Stamford-Universität, STIU) ist eine private internationale Universität in Thailand mit einem Schwerpunkt in der Betriebswirtschaft. Der größte Campus befindet sich in Cha Am bei Hua Hin, Provinz Prachuap Khiri Khan, ein weiterer in der 168 Kilometer nördlich gelegenen Hauptstadt Bangkok.

## Geschichte
Bereits 1950 wurde in Singapur und Malaysia ein Stamford College gegründet, benannt nach dem einstigen britischen Gouverneur Stamford Raffles. Am 29. November 1995 gründete Pongphan Sampawakoop das Stamford International College in Thailand als ein Joint Venture mit der Fareast Stamford International Co. Ltd. Zunächst wurden die Kurse ausschließlich in englischer Sprache angeboten, doch später führte die Universität sukzessive auch Kurse in thailändischer Sprache ein.
Stamford International University ging im Jahr 2000 ein Abkommen mit der Schiller International University, Florida, USA, das den Studenten die Möglichkeit gibt, an jeder der von Schiller weltweit eingerichteten Hochschulen zu studieren, also in Deutschland, England, Frankreich, Spanien und der Schweiz.
Nach einigen Namensänderungen erhielt die Stamford International University am 26. Mai 2004 vom thailändischen Bildungsministerium die Akkreditierung als Universität.

## Akademische Organisation

### Fakultäten
Es gibt drei Fakultäten und eine Graduate School:
- Fakultät für Betriebswirtschaft
- Fakultät für Freie Künste, mit Geschäftskommunikation und Tourismus-Management
- Fakultät für Naturwissenschaften und Technologie, mit Informationstechnologie
- Stamford Graduate School

### Master-Abschluss
- Programm BFM (Banking and Financial Institution Management) (MBA), in thailändischer Sprache
- Programm für Betriebswirtschaft (MBA), in englischer und thailändischer Sprache